# Batata Juwara
Mahamadou Batata S Juwara war Gouverneur (damalige Bezeichnung: Divisional Commissioner) der gambischen North Bank Region (NBR).

## Leben
Juwara wurde im Mai 2006 von Eduwarr Seckan abgelöst und wurde als Staatssekretär und Chefs des Protokolls (englisch Protocol officer) im Außenministerium, dem Ministerium für auswärtige Angelegenheiten (Gambia),  eingesetzt. Die Funktion des übte er bis 2007 aus. Juwara wurde zusammen mit einem anderen Mitarbeiter im Außenministerium, unter anderem Bai Ousman Secka, wegen Amtsmissbrauch im August 2007 im Zusammenhang mit einem Visa- und Pass Betrug im Oktober 2007 befragt und von ihrem Dienst suspendiert. Im März 2008 wurde er in sechs Punkten angeklagt. Das Verfahren wurde im Januar 2009 eingestellt.